# Dick’s Picks Volume 12
Dick’s Picks Volume 12 ist ein Live-Dreifachalbum der Band Grateful Dead.

## Geschichte
Die Songs des zwölften Albums aus der Dick’s Picks-Serie wurden am 26. Juni 1974 im Providence Civic Center in Providence, Rhode Island, und am 28. Juni 1974 im Boston Garden in Boston, Massachusetts, aufgenommen und im Oktober 1998 mit dem eigenen Musiklabel Grateful Dead Records veröffentlicht.
Die Konzerte fanden im Rahmen der Promotionstournee für das Album Grateful Dead from the Mars Hotel statt. Dafür wurden die Songs U.S. Blues, Scarlet Begonias und Ship of Fools bei diesen Auftritten verwendet. Für das Nachfolgealbum Blues for Allah wurden hingegen keine Songs eingeübt. Im Gegensatz dazu, wurden mit Row Jimmy, Eyes of the World und Weather Report Suite mehrere Songs vom Vorvoralbum Wake of the Flood verwendet. Beim Auftritt im Providence Civic Center wurde zum ersten Mal seit sechs Jahren der Song Other One Jam gespielt. Das letzte Mal zuvor wurde der Song am 19. Juni 1968 gespielt. Der Song Jam vom 28. Juni beinhaltet den Song Dark Star als auch Space, womit die freie Improvisationen der Musiker bezeichnet wurden.
Für die Produktion des Albums war der Bill Candelario verantwortlich, der zuletzt Dick’s Picks Volume 7 für die Band produzierte. Vom 16. Juni 1974 bis zum 17. Juni 1975 begleitete der Avantgarde-Keyboarder Ned Lagin die Band und schrieb in der Zeit auch das Lied Seastones zusammen mit Phil Lesh, welches er später auf einem gleichnamigen Album 1975 veröffentlichte.
Für die CDs wurden ausschließlich Songs von den zweiten Sets der jeweiligen Abende verwendet. Die erste CD fängt mit dem dritten Song des zweiten Sets vom 26. Juni an und beinhaltet die restliche Setlist. Die zweite CD fängt mit der Zugabe vom 26. Juni an und geht dann weiter mit dem zweiten Set vom 28. Juni, welches auch auf der dritten CD zu hören ist.
Der Name Dick’s Pick stammt vom offiziellen Aufnahmearchivist der Band Dick Latvala, der die Serie startete und die Songs dazu bis zu seinem Tod 1999 auswählte.

Wie die bisherigen Alben der Dick’s Pick-Serie ist auch dieses mit einer Caveat-emptor-Warnung versehen:

„This release was digitally mastered directly from the original half track 7.5 ips analog tape. It is a snapshot of history, not a modern professional recording, and may therefore exhibit some minor technical anomalies and the unavoidable effects of the ravages of time.“

## Kritik
Im Allgemeinen wurde Dick’s Picks Volume 12 gut bewertet. Von All Music Guide erhielt das Album 4, vom Rolling Stone 4 und vom The Music Box 4,5 von 5 Sternen.

## Trackliste

### CD 1
Alle Songs sind vom 26. Juni
1. Jam (Grateful Dead) – 2:29
2. China Cat Sunflower (Garcia, Hunter) – 11:24
3. Mind Left Body Jam (Grateful Dead) – 1:39
4. I Know You Rider (traditionelles Lied) – 6:11
5. Beer Barrel Polka (Lew Brown, Wladimir Timm, Jaromír Vejvoda, Vaclav Zeman) – 1:07
6. Truckin'  (Garcia, Hunter, Lesh, Weir) – 11:05
7. Other One Jam (Grateful Dead) – 3:06
8. Spanish Jam (Grateful Dead) – 15:13
9. Wharf Rat (Garcia, Hunter) – 9:50
10. Sugar Magnolia (Hunter, Weir) – 9:52

### CD 2
Track eins vom 26. Juni, Tracks 2-8 vom 28. Juni
1. Eyes of the World (Garcia, Hunter) – 11:45
2. Seastones (Lagin, Lesh) – 4:52
3. Sugar Magnolia (Hunter, Weir) – 6:12
4. Scarlet Begonias (Garcia, Hunter) – 9:30
5. Big River (Johnny Cash)  – 5:43
6. To Lay Me Down (Garcia, Hunter) – 8:23
7. Me & My Uncle (John Phillips) – 3:17
8. Row Jimmy (Garcia, Hunter) – 8:16

### CD 3
Alle Songs sind vom 28. Juni
1. Weather Report Suite (Anderson, Barlow, Weir) – 14:34
2. Jam (Grateful Dead) – 27:53
3. U.S. Blues (Garcia, Hunter) – 9:40
4. Promised Land (Chuck Berry) – 3:01
5. Goin' Down the Road Feeling Bad (traditionelles Lied) – 8:23
6. Sunshine Daydream (Hunter, Weir) – 4:45
7. Ship of Fools (Garcia, Hunter) – 6:38